# Clonaria
Clonaria is een geslacht van wandelende takken uit de familie Bacillidae. De wetenschappelijke naam van dit geslacht is voor het eerst voorgesteld door Carl Stål in een publicatie uit 1875.

## Soorten
- Clonaria abdul (Westwood, 1859)
- Clonaria adelungi (Brunner von Wattenwyl, 1907)
- Clonaria aegyptiaca (Gray, 1835)
- Clonaria aestuans (Saussure, 1862)
- Clonaria affinis (Schulthess, 1898)
- Clonaria agrostimorpha (Rehn, 1914)
- Clonaria albida (Sjöstedt, 1909)
- Clonaria angolensis (Rehn, 1912)
- Clonaria annulata (Westwood, 1859)
- Clonaria aphrodite (Rehn, 1914)
- Clonaria arcuata (Karsch, 1898)
- Clonaria arida (Karsch, 1898)
- Clonaria asystasia (Thanasinchayakul, 2006)
- Clonaria beroe (Westwood, 1859)
- Clonaria beybienkoi (Bekuzin, 1960)
- Clonaria bifurcata (Karsch, 1898)
- Clonaria bispinosa (Chopard, 1938)
- Clonaria breviuscula (Bolívar, 1922)
- Clonaria brunneri Kirby, 1904
- Clonaria buchholzi (Gerstaecker, 1883)
- Clonaria bugoiensis (Rehn, 1914)
- Clonaria canaliculata (Sjöstedt, 1924)
- Clonaria capelongata Brock, 2005
- Clonaria capemontana Brock, 2007
- Clonaria cederbergensis Brock, 2006
- Clonaria conformans (Brunner von Wattenwyl, 1907)
- Clonaria congoensis (Sjöstedt, 1909)
- Clonaria cristata (Brunner von Wattenwyl, 1907)
- Clonaria cryptocercata (Rehn, 1912)
- Clonaria cylindrica (Sjöstedt, 1909)
- Clonaria damicornis (Bolívar, 1922)
- Clonaria deschauenseei Rehn, 1933
- Clonaria dicranura (Uvarov, 1939)
- Clonaria digitalis (Sjöstedt, 1924)
- Clonaria eitami (Brock & Shlagman, 1994)
- Clonaria elgonensis (Sjöstedt, 1934)
- Clonaria ensis (Bolívar, 1922)
- Clonaria evanescens (Karsch, 1898)
- Clonaria excisa (Sjöstedt, 1909)
- Clonaria fissa (Karsch, 1898)
- Clonaria flavescens (Sjöstedt, 1909)
- Clonaria forcipata (Karsch, 1898)
- Clonaria fritzschei (Zompro, 2000)
- Clonaria furcata (Brunner von Wattenwyl, 1907)
- Clonaria furcifer (Sjöstedt, 1909)
- Clonaria gigliotosi Otte & Brock, 2005
- Clonaria globosa (Brunner von Wattenwyl, 1907)
- Clonaria gracilipes (Westwood, 1859)
- Clonaria gracilis (Chopard, 1938)
- Clonaria graminis (Sjöstedt, 1909)
- Clonaria guenzii (Bates, 1865)
- Clonaria guilielmi (Sjöstedt, 1924)
- Clonaria hamuligera (Schulthess, 1898)
- Clonaria incisa (Chopard, 1938)
- Clonaria inclinata (Karsch, 1898)
- Clonaria inconspicua (Brunner von Wattenwyl, 1907)
- Clonaria indica (Gray, 1835)
- Clonaria insolita (Brunner von Wattenwyl, 1907)
- Clonaria insulsa (Brunner von Wattenwyl, 1907)
- Clonaria jeanneli (Chopard, 1938)
- Clonaria kibonotensis (Sjöstedt, 1909)
- Clonaria kivuensis (Rehn, 1914)
- Clonaria koenigi (Krauss, 1892)
- Clonaria kurda (Uvarov, 1944)
- Clonaria laminifera (Chopard, 1938)
- Clonaria leprosa (Gerstaecker, 1869)
- Clonaria libanica (Uvarov, 1924)
- Clonaria lindneri (Kevan, 1955)
- Clonaria lineaalba (Rehn, 1914)
- Clonaria lineata (Gray, 1835)
- Clonaria lineolata (Brunner von Wattenwyl, 1907)
- Clonaria longefurcata (Chopard, 1954)
- Clonaria longithorax (Brunner von Wattenwyl, 1907)
- Clonaria luethyi (Zompro, 2000)
- Clonaria manderensis (Chopard, 1954)
- Clonaria massaica (Sjöstedt, 1909)
- Clonaria massauensis (Giglio-Tos, 1910)
- Clonaria minuta (Giglio-Tos, 1910)
- Clonaria montana (Brunner von Wattenwyl, 1907)
- Clonaria montivaga (Sjöstedt, 1909)
- Clonaria nairobensis (Bolívar, 1919)
- Clonaria naivashensis (Bolívar, 1922)
- Clonaria nana (Mishchenko, 1941)
- Clonaria natalis (Westwood, 1859)
- Clonaria nebulosipes (Rehn, 1911)
- Clonaria nimbana (Chopard, 1955)
- Clonaria nubilipes (Sjöstedt, 1924)
- Clonaria obocensis (Brunner von Wattenwyl, 1907)
- Clonaria parva (Zompro, 1998)
- Clonaria pedunculata (Rehn, 1914)
- Clonaria planicercata (Rehn, 1914)
- Clonaria polita (Sjöstedt, 1909)
- Clonaria postrostrata (Karsch, 1898)
- Clonaria postspinosa (Sjöstedt, 1909)
- Clonaria predtetshenskyi (Bey-Bienko, 1946)
- Clonaria proboscidea (Bolívar, 1922)
- Clonaria prodigiosa (Karsch, 1898)
- Clonaria prolata (Karsch, 1898)
- Clonaria propinqua (Giglio-Tos, 1910)
- Clonaria pulchrepicta (Carl, 1913)
- Clonaria pulchripes (Rehn, 1912)
- Clonaria quinquecarinata (Chopard, 1938)
- Clonaria rectangulata (Bolívar, 1922)
- Clonaria reducta (Brunner von Wattenwyl, 1907)
- Clonaria rehni (Bolívar, 1922)
- Clonaria rubrotaeniatus (Günther, 1956)
- Clonaria ruwenzorica (Rehn, 1914)
- Clonaria sansibara (Stål, 1875)
- Clonaria schaumi (Karsch, 1898)
- Clonaria schizura (Uvarov, 1939)
- Clonaria securigera (Brunner von Wattenwyl, 1907)
- Clonaria sicca (Sjöstedt, 1909)
- Clonaria silvaepluvialis (Sjöstedt, 1909)
- Clonaria simplex (Brunner von Wattenwyl, 1907)
- Clonaria sjoestedti (Rehn, 1914)
- Clonaria sororcula (Rehn, 1914)
- Clonaria specifica (Brunner von Wattenwyl, 1907)
- Clonaria spinulosa (Brunner von Wattenwyl, 1907)
- Clonaria subquadrata (Sjöstedt, 1924)
- Clonaria talea (Karsch, 1898)
- Clonaria tardigrada (Sjöstedt, 1934)
- Clonaria tenuis (Sjöstedt, 1909)
- Clonaria trivittata (Gerstaecker, 1883)
- Clonaria uvaroviana (Mishchenko, 1937)
- Clonaria viridis (Gray, 1835)
- Clonaria voluptaria (Brunner von Wattenwyl, 1907)
- Clonaria werneri (Ebner, 1934)
- Clonaria xiphidophora (Rehn, 1914)